# Gonjo
Gonjo, Konjo lub Gongjue (tyb.  གོ་འཇོ་རྫོང་, Wylie: jo rdzong, ZWPY: Gonjo Zong; chiń. upr. 贡觉县; pinyin Gòngjué Xiàn) – powiat we wschodniej części  Tybetańskiego Regionu Autonomicznego, w prefekturze Qamdo. W 1999 roku powiat liczył 42 611 mieszkańców.